# Ali Nassereddine
Ali Nassereddine (né le 24 janvier 1983) est un footballeur international libanais. Il joue pour le club d'Al Nejmeh Beyrouth en tant qu'attaquant.

## Carrière
- 1997- : Al-Nejmeh Beyrouth  Liban

## Palmarès
- Avec le Al-Nejmeh Beyrouth:
  - Meilleur buteur du Champion du Liban : 2006 (17 buts).
  - Champion du Liban : 2000, 2002, 2004, 2005 et 2009.
  - Vainqueur de la Coupe du Liban : 1997 et 1998.
  - Vainqueur de la Supercoupe du Liban : 2000, 2002, 2004 et 2008.